# Стад Брест 29
Стад Брест 29 (на френски: Stade Brestois 29) е френски футболен клуб от град Брест, департамент Финистер, Бретан, Франция. Състезава се в Лига 1, висшето ниво на френския футбол.

## История
Брест е основан през 1903 под името Арморикен дьо Брест, след сливането на няколко футболни отбора от града: „Арморикен авнир“, „Милис Сан-Мишел“, „Ле Жон де Сан-Мар“ и „Ла Флам дю Пилие Руж“. На 25 юни 1950 приема сегашното си име.
Дебютира в Лига 1 през сезон 1979/80.

## Успехи
Национални:
- Лига 1:
  -  Трето място (1): 2023/24
- Лига 2:
  -  Шампион (1): 1981/82.
- Купа на Франция:
  - 1/4 финалист (2): 1982/83, 2014/15
- Купа на Бретан:
  -  Носител (1): 1969
- Купа Гамбардела:
  -  Носител (1): 1990
- Лятна купа:
  - 1/2 финалист (1): 1984
- Championnat de France des patronages: (католическа футболна лига)
  -  Шампион (1): 1923

## Участия в първенствата през годините
от 1950 насам
- Лига 1: 1979–1980, 1981–1988, 1989–1991, 2010–2013, 2019–
- Лига 2: 1970–1979, 1980–1981, 1988–1989, 2004–2010, 2013–2019
- Трета дивизия: 1958–1963, 1966–1970, 1991–1997, 2000–2004
- Аматьорски шампионат на Франция: 1953–1958, 1963–1966, 1997–2000
- Аматьорски шампионат на Франция 2: 1952–1953
- Дивизия на честта: 1951–1952
- Регионално пъревнство: 1950–1951

## Известни играчи
- Жерар Буше
- Патрик Колетер
- Венсан Герен
- Пол Льо Гуен
- Давид Жинола
- Жулио Сесар да Силва
- Хосе Луис Браун
- Роберто Кабаняс
- Ивон льо Ру
- Корентен Мартинс
- Бернар Пардо
- Паскал Пиер
- Франк Рибери
- Драго Вабец